# Ariel Horowitz
 (septembre 2016).
Si vous disposez d'ouvrages ou d'articles de référence ou si vous connaissez des sites web de qualité traitant du thème abordé ici, merci de compléter l'article en donnant les références utiles à sa vérifiabilité et en les liant à la section « Notes et références ».
Ariel Horowitz (en hébreu: אריאל הורוביץ, né en 1970) est un chanteur compositeur israélien. Il est le fils de Naomi Shemer, et le conjoint de la chanteuse israélienne Tamar Giladi, dont il a composé certaines chansons.

## Discographie
À ce jour, Ariel Horowitz a conçu 6 albums :
- Yallah Bye (1998)
- Renée (2002)
- Menase Sefer (2004)
- Zman Emet (2008)
- Album 5 (2010)
- HaGiborim Sheli (2013)

Ses deux principaux tubes (Renée et Yallah Bye) ont remporté un succès important en Israël. La chanson est une sorte de déclaration d'amour à l'actrice américaine Renée Zellweger.